# 2011-es MotoGP valenciai nagydíj
A valenciai nagydíj volt a 2011-es MotoGP-világbajnokság tizennyolcadik, utolsó futama. A versenyt Valenciában rendezték november 2-án.